# Ted Morton
Pour les articles homonymes, voir Morton.
Frederick Lee (Ted) Morton, Ph.D. (né le 28 mars 1949 à Los Angeles, en Californie) est un homme politique et ancien professeur universitaire canadien. Il a été un député à l'Assemblée législative de l'Alberta et ministre du Développement des ressources durables au sein du gouvernement d'Ed Stelmach. Il fut candidat à la succession de Ralph Klein aux postes de chef du Parti progressiste-conservateur et Premier ministre de l'Alberta. Arrivé deuxième au premier tour de scrutin, Morton et le favori Jim Dinning se font tous deux battre par Stelmach au deuxième tour.

## Biographie
La famille de Morton s'installe au Wyoming en 1952 ; son père travaille dans le secteur de l'exploration pétrolière et du gaz naturel. Lui et sa femme Bambi ont acquis la citoyenneté canadienne en 1991.

### Carrière académique
Il fait ses études au Colorado College où il obtient un baccalauréat, et à l'Université de Toronto où il obtient une maîtrise et un doctorat en économie politique. Durant ses années universitaires, il est actif au sein du mouvement contre la Guerre du Viêt Nam. En 1981, il rejoint la faculté de l'Université de Calgary en tant que professeur de sciences politiques. Il occupe ce poste pendant 22 ans. À l'Université de Calgary, Morton fait partie d'un groupe d'universitaires surnommés « l'École de Calgary » qui a une influence importante sur l'évolution du conservatisme au Canada.
Il est l'auteur de cinq livres ainsi que plusieurs articles académiques. Il a également écrit des chroniques qui ont été publiés dans le National Post, le Calgary Herald, le Globe and Mail et le Calgary Sun.

### Carrière politique
Morton appuie très tôt la proposition d'un « Sénat triple-E » et critique publiquement l'accord du lac Meech et l'accord de Charlottetown.
Il est élu « sénateur-en-attente » lors de l'élection de nomination sénatoriale albertaine de 1998 sous la bannière du Parti réformiste du Canada. (Toutefois, étant donné que les élections sénatoriales en Alberta n'ont aucune existence légale et que c'est le premier ministre du Canada qui détient le droit exclusif de nommer les sénateurs, il n'a jamais siégé au Sénat du Canada.)
En 2001, Stockwell Day, le chef de l'Alliance canadienne, le nomme Directeur parlementaire de la politique et de la recherche pour le parti. La même année, il est l'un de six personnalités albertaines (incluant Stephen Harper, futur premier ministre du Canada) à signer le Alberta Agenda, aussi connue sous le nom de la « lettre pare-feu » (firewall letter), un manifeste qui réclamait que le gouvernement de l'Alberta utilise tous ses pouvoirs constitutionnels pour réduire l'influence du gouvernement fédéral sur les résidents de l'Alberta, particulièrement en matière de finance.
Lors de l'élection générale albertaine de 2004, Morton est élu député progressiste-conservateur dans la nouvelle circonscription de Foothills-Rocky View. Il prône la réduction des impôts, le retour à la définition traditionnelle du mariage, l'économie des revenus reliés à l'énergie, la création d'un registre des lobbyistes, et des élections à date fixe.

## Source
- (en) Cet article est partiellement ou en totalité issu de l’article de Wikipédia en anglais intitulé « Ted Morton » (voir la liste des auteurs).